# 金鼓镇
金鼓镇，是中华人民共和国四川省绵阳市三台县曾经下辖的一个镇。2019年12月，撤销金鼓镇，将其所属行政区域划归石安镇管辖。

## 行政区划
金鼓镇撤销前下辖以下地区：
社区、磨盘村、枇杷村、共和村、白鸽村、金鼓村、新胜村、东宝村、大庙村、青江村、青城村、长坪村和小桥村。